# Foltos sasrája
A foltos sasrája (Aetobatus narinari) a porcos halak (Chondrichthyes) osztályának sasrájaalakúak (Myliobatiformes) rendjébe, ezen belül az Aetobatidae családjába tartozó faj.

## Előfordulása
A foltos sasrája előfordulási területe kizárólag az Atlanti-óceán nyugati fele. Az állománya Floridától kezdve a Mexikói-öblön és a Karib-térségen keresztül, egészen Brazília déli részéig fellelhető; nyáron Észak-Karolináig is felúszik.

## Megjelenése
Ez a porcos hal általában 180 centiméter hosszú, de 330 centiméteresre is megnőhet. 110-120 centiméteresen már felnőttnek számít. A testtömege legfeljebb 230 kilogramm. A megnyúlt pofája, lapos és kerekített kacsacsőrszerű képződményben végződik. A feje vastag. A mellúszói nagyok, a végük kihegyesedik; nincs farokúszója. Mindkét állkapcsán egy-egy fogsor ül. A fogai laposak és félkör alakúak; egymásba kapcsolódnak. A feje és háti része fekete vagy sötétkék, számos apró, fehér ponttal. Alul fehér. A mellúszóin nincsenek tüskék. A farka hosszú és ostorszerű. A farok tövén, mindjárt az apró hátúszó mögött egy hosszú méregtüske látható. E tüske miatt veszélyes lehet az állatot háborgató ember számára.

## Életmódja
Trópusi és szubtrópusi tengeri hal, amely a korallzátonyok közelében él, 1-80 méteres mélységek között. A brakkvizet is jól tűri, emiatt beúszik a folyótorkolatokba is. Általában az öblök és korallzátonyok sekély vizeiben él, de a nyílt tengerre is kiúszhat. Időnként kiugrik a vízből. Gyakran a szaporodási időszakon kívül, nagy rajokba tömörül. Főleg kagylókkal táplálkozik, de kisebb rákokra, rövidfarkú rákokra, polipokra, férgekre, tengeri csigákra és kisebb csontos halakra is vadászhat. A foltos sasrája többek között a nagy pörölycápának (Sphyrna mokarran) szolgál táplálékul.

## Szaporodása
A szaporodási időszakban a hím üldözni kezdi a nőstényt; aztán ráharap annak egyik mellúszójára. A párosodás 20 másodpertől akár 1 percig is eltarthat.
Ál-elevenszülő (ovovivipar) porcos hal. Miután a kis ráják felélték a szikzacskóik „sárgáját”, a szikzacskók az emlősök méhlepényéhez hasonló burokká alakulnak át. Ebben az anyaállat nyálkával, zsírral vagy fehérjével táplálja kicsinyeit. Egy alomban 2-4 kis foltos sasrája van. Születésekkor a kis rája 17-35 centiméter hosszú.

## Felhasználása
A foltos sasrájának csak kisebb mértékű a halászata. Azonban gyakran mellékfogásként kerül a hálókba. A sporthorgászok kedvelik. A húsa ehető.

## Képek

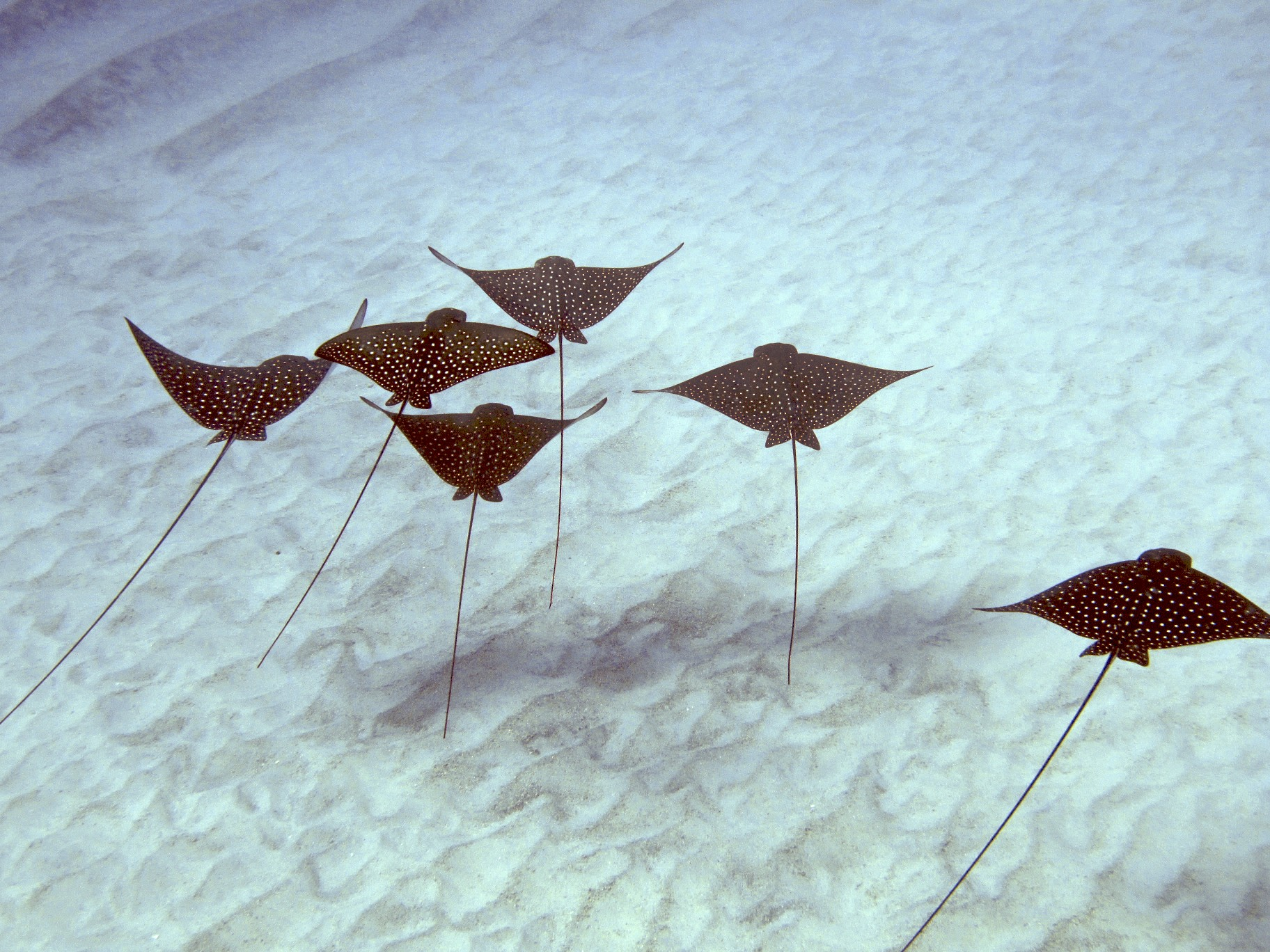
Gyakran rajokban úszik
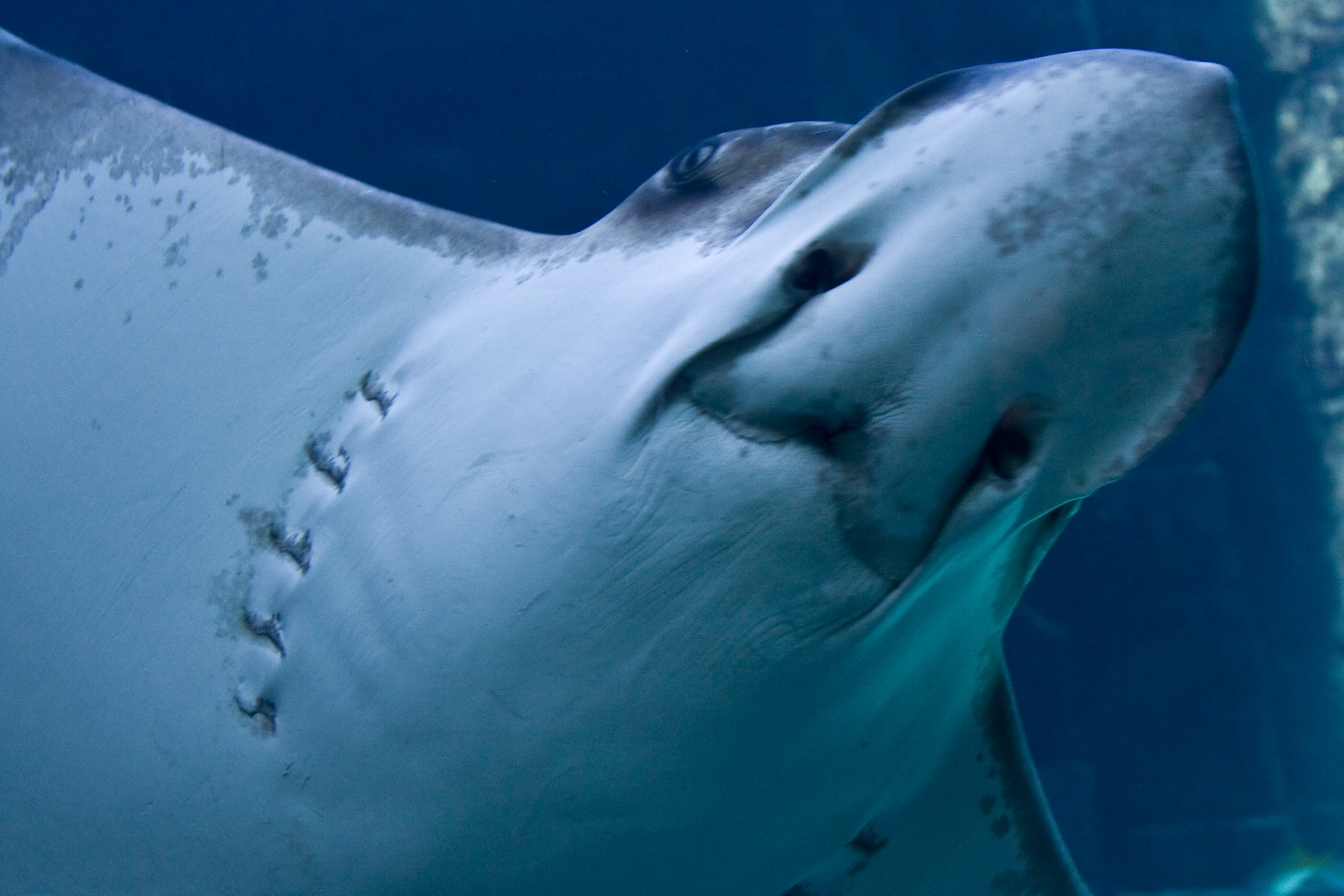
A pofája megnyúlt; és a pettyes sötét háti részétől eltérően a hasi része fehér
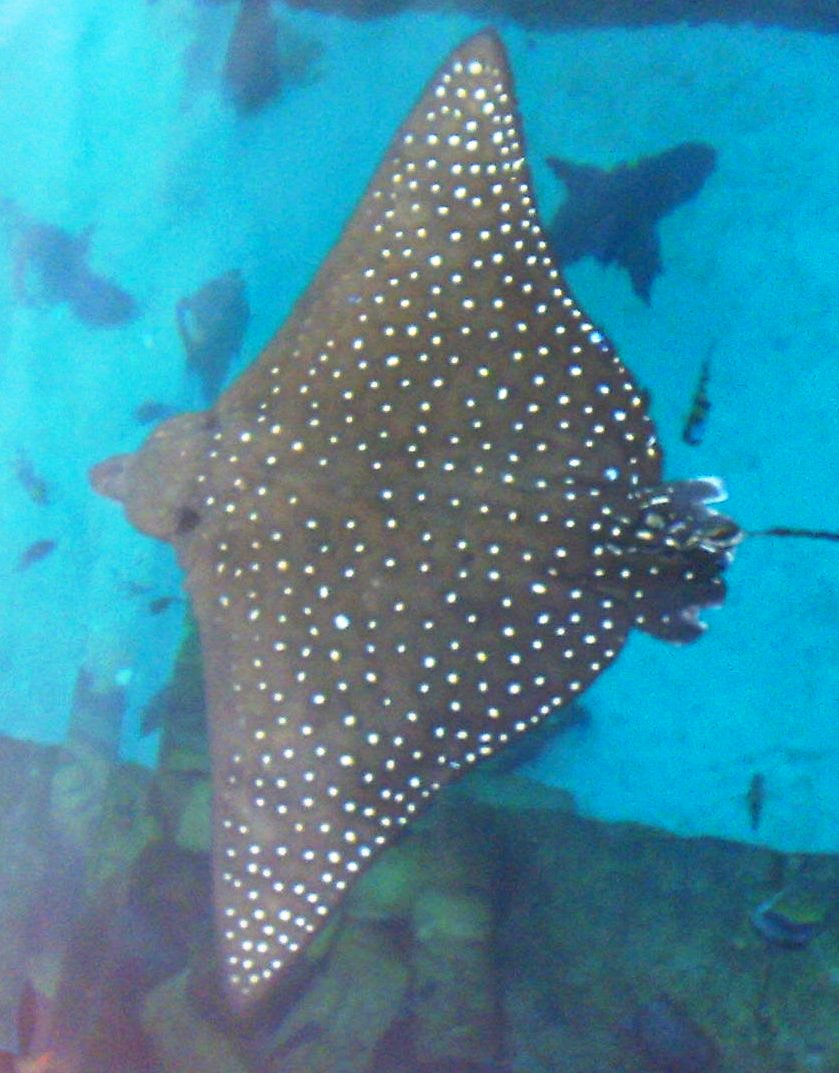
A mellúszóinak végei kihegyesednek
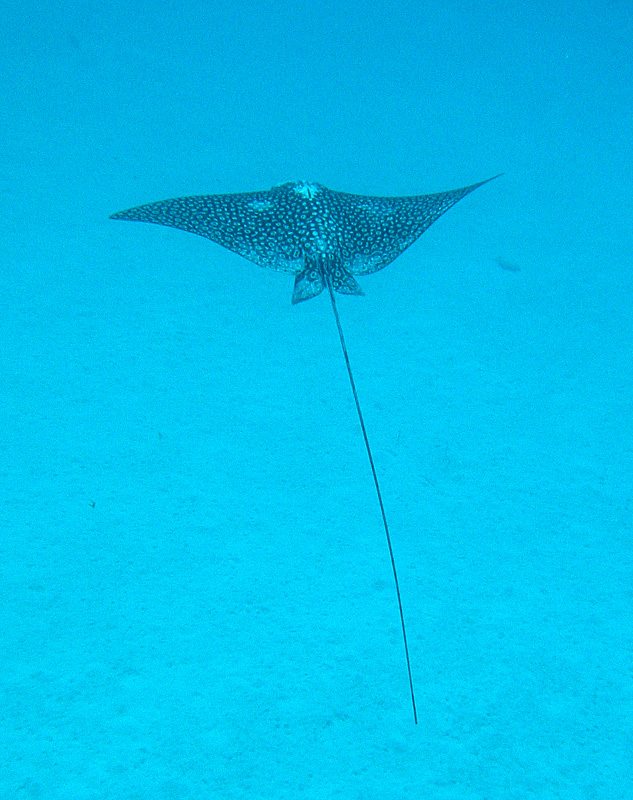
A farka nagyon hosszú és ostorszerű